# エーロ・アンテロ・スオミネン
エーロ・アンテロ・スオミネン（芬: Eero Antero Suominen、朝: 에로 안떼로 쑤오미넨 エロ・アンテロ・スオミネン、1955年 - ）は、フィンランドの外交官、大使。リーヒマキ出身。既婚で6児の父。2016年より在大韓民国大使を、2018年より非常駐の在朝鮮民主主義人民共和国大使を務めている。
2016年11月1日、ソウルの青瓦台で朴槿恵大統領に信任状を捧呈した。2018年12月13日、平壌の万寿台議事堂で最高人民会議常任委員会の金永南委員長に信任状を捧呈した。